# Barrio Campo Alegre (Cabimas)
Campo Alegre es uno de los sectores que forman la ciudad de Cabimas en el estado Zulia (Venezuela), pertenece a la parroquia Germán Ríos Linares.

## Ubicación
Se encuentra entre los sectores 12 de Octubre al norte (calles Santa Elena y Porvenir), 19 de abril al este (Av 32), Unión y 23 de Enero al sur (carretera H) y Delicias Nuevas al oeste (Av Intercomunal).

## Zona Residencial
Campo Alegre es una zona residencial, allí se encuentra el CIED institución de PDVSA que dicta cursos básicos en el área petrolera para la capacitación de los trabajadores. Campo Alegre consta de una serie de calles y callejones curvos siendo la av 31 y las de su perímetro las únicas rectas y las calles que se encuentran en mejor estado.

## Transporte
La línea H y Cabillas que pasa por la carretera H, y las líneas Av 32 y H y Delicias también pasan por el sector.

## Sitios de Referencia
- CIED. Carretera H entre Av Intercomunal y 31
- Residencias Copaiba. (Edificio de 10 pisos) Carretera H entre Av Intercomunal y 31.
- Hospital del Instituto Venezolano de los Seguros Sociales IVSS. Av 32 entre calle Chile y carretera H.